# 野橋太郎
野橋 太郎（のはし たろう、1982年8月10日 - ）は、日本のプロレスラー。リングネームは、のはし たろう。みちのくプロレス所属。

## 経歴

### 新井小一郎
闘龍門の9期生として入門し、新井健一郎のミニ版として新井小一郎のリングネームで活躍。新井の弟というギミックで新井の母親も呼んで闘龍門にも登場した。後に新井注一郎というもう1人の兄弟が登場して兄弟トリオを組んでいた。

### 野橋真実
闘龍門X解散後、みちのくプロレスに参戦。今度は新崎人生のミニ版というギミックで登場し、実際に弟子入りし付き人も務めた。人生のムーブを完璧にコピーするのと併せて小柄な体格ならではの軽快な動きを駆使して人気を博した。人生との直接対決を実現させたが敗戦し、メキシコに再修業に出た後にフジタ"Jr"ハヤトと共にみちのく復帰を果たす。

### 野橋太郎
2010年1月、突如ルード軍「九龍」入りを果たしリングネーム本名の「野橋太郎」に改名。コスチュームは特徴色だった白が青く染められ、入場時には青いマスクを着用。必殺技は青く塗られた一斗缶を頭にかぶり無動作による「一斗缶タイビングヘッドバット」。デビューから約9年を経て初めて、他人のコピーではないオリジナルな存在としてのキャリアを歩み始めたが、一部のプロレスマニアからはひげや頭や凶器攻撃がそのまま飯塚高史のコピーと言われている。
2012年6月、大釜にてデビュー10周年記念大会を開催して子供の頃から憧れていた獣神サンダー・ライガーとのシングルマッチを行った。
11月26日、正規軍VS九龍の9対9の全面対抗戦が行われて野橋はザ・グレート・サスケと試合をした。結果は一斗缶を使っての反則勝ちとなった。それでも、九龍に一勝をもたらした。しかし対抗戦は5対4で正規軍の勝ちとなった。拳王に「九龍終わりにしろ」と言われた後にハヤトが、「俺とお前との決着まだついてないだろ!」と発言し、それがきっかけになり野橋とハヤトの関係に亀裂が生じた。その後、拳王、バラモン兄弟、日向寺塁と共に「阿修羅」を結成するも結局、野橋が九龍を解散に追い込んだことになった。
2013年3月1日、みちのくプロレス東日本大震災復興チャリティ大会～神戸出身・野橋太郎デビュー10周年“初”地元凱旋大会～として神戸サンボーホールで師匠である人生と対決。
5月17日、闘龍門の同期である石森太二の持つGHCジュニアヘビー級王座に挑戦するも敗北した。
2014年、拳王のノア長期参戦、バラモン兄弟とザ・グレート・サスケの新ユニットムーの太陽の結成などから、限定参戦のタイガー・アリと欠場中の日向寺塁の3人だけになり、師匠でもある人生からは「野橋はいい奴なんです」などと会場で言われるようになり正規軍復帰を勧められる。
5月5日、日向寺の復帰戦終了後に日向寺が正規軍に復帰すると宣言し、野橋も人生の後押しなどもあり自然的に日向寺と正規軍に復帰。人生からは7月の矢巾大会までに「みんなに愛されるキャラクターになれ」と課題を出された。
6月15日、地元神戸市の垂水で初凱旋興行を行った。スペル・デルフィンと師匠である人生の6人タッグでムーの太陽と対戦。
7月19日、矢巾大会でウルティモ・ドラゴンと組み、タッグチャンピオンのザ・グレート・サスケ&バラモン・ケイと対戦。キャラクター変更マッチの試合結果を受けて、人生から「髭がだめだ。皆から愛されるキャラクターになれ」と通告される。その結果、緑の全身タイツに甲羅とバズーカを背負った、仮面ライダーV3の第1話に登場した怪人カメバズーカを彷彿とさせる姿で登場し、新たなるオリジナルキャラクターとした。愛されキャラに亀を選んだ理由について、「愛されるキャラにと言われて、亀かパンダしか浮かばなかった。パンダは愛されて日が浅い、亀の方が昔から愛されてるので亀にした。」と述べている。新リングネームは8月まで一般公募を行なっていた。
8月16日、滝沢市の観光大使に非公認ながら就任し、目標としていじめ撲滅・需要のある名産品のPR・滝沢市の活性化を掲げた。また滝沢市からは「変なことをしなければやってもいい」との理由で観光大使に就任したと言う。
8月20日、新キャラで「速報!バトル☆メン」に出演し、曙と共演し「妻が気に入っているから髭を剃らない」と表明する。番組のMCの豊本明長もブログで何を言ってもおもしろいと評価していた。

### かめっしー
9月20日、新リングネーム応募総数100通近くの中から決まった「かめっしー」というリングネームに改名された。ふなっしーの要素もなくマスクをかぶったティーンエイジ・ミュータント・ニンジャ・タートルズのリーダーのレオナルドに、そっくりのキャラになった。髭を新崎人生に気に入られてないためマスクを新調させられて髭が見えなくなった。カメバズーカとして使用していたバズーカは現在も入場時に使用している。道場では常に上下緑色に染まった服を着用している。
10月18日、本家ふなっしーと同様に弟が誕生した。かめっしーよりも圧倒的に小さい弟の「かめごろう」で、登場時にはかめごろうにコールが飛び交った。
11月23日、ムーの太陽に異星人で入場時に使用するバズーカを滝沢市を破壊する兵器と勘違いされて、ムーの太陽とかめっしーというハンディキャップマッチで亀狩りに合う。だが試合もサスケの腕ひしぎ逆十字固めに敗れ、試合後には弟の、かめごろうを殺されてしまった。
12月12日、宇宙大戦争で再生手術をして記憶を失ったが、兄のために戦うことだけを覚えている巨大化したかめごろー、かめっしー1号、かめっしー2号と共にユニット「みちのくニンジャタートルズ」を結成して対戦するも敗北した。

### のはしたろう
2015年3月14日、矢巾大会でバラモン・シュウの持つ東北ジュニアヘビー級王座に挑戦。試合後、のはしたろうに改名した。みちのくニンジャタートルズは解散となった。
3月15日、仙台大会にてMASAみちのく、デビュー当時のTAKAみちのくと同じく三度笠スタイルで登場した。のはしたろうとしてのデビュー初戦はKen45°から逆打ちで勝利する。同月からは、のはしを滝沢市公認観光大使にする署名を試合会場で行った。
4月、6月19日の神戸サンボーホール大会開催を前に兵庫県龍野市に本社があるインスタントラーメンなどの製造販売を行うイトメンの「イトメン」大使に就任した。
2017年9月9日、地元神戸サンボーホールにおいて「のはしたろうデビュー15周年記念大会」が開催され、ザ・グレートサスケ、スペル・デルフィン、ディック東郷と組み、ウルティモ・ドラゴン、新崎人生、GAINA、気仙沼二郎組と対戦した。結果、のはしたろうが逆打ちで気仙沼に勝利した。
2018年、東北ジュニアヘビー級選手権で王座に輝く。
2020年9月6日、「みちのくプロレス神戸大会～神戸市垂水区出身のはしたろう凱旋大会SP2020～」が神戸サンボーホールで行われた。七度目の凱旋試合となる。
2024年8月、株式会社ミチプロの執行役員に就任。

## 得意技
ダイビングヘッドバット
東林寺ドライバー
LSD IIIと同型。
捨身ヶ嶽
真実一路
逆打ち
回転十字固めと同型。

## 入場曲
- みちのくひとり旅（山本譲二）

## タイトル歴
- 東北ジュニアヘビー級王座
- 東北タッグ王座
- みちのくふたり旅優勝
- PWLL無差別級王座
- OOGAMANIA杯優勝
- UWA世界タッグ王座
- 九州プロレスタッグ王座
- グローカル・タッグトーナメント優勝

## エピソード
- 神戸市立星陵台中学校で水泳部[6]、伊川谷北高校では柔道部に所属[7]。
- 小学6年生だった1995年1月17日に阪神・淡路大震災、みちのくプロレス入団後の2011年3月11日に東日本大震災と、いずれも「戦後最悪の災害」と言われた震災を経験している[8]。
- ミニ四駆が趣味で2011年6月26日に大釜幼稚園体育館で「OOGAMANIA番外編〜ミニ四駆大会〜」を開催したことがある。